# Lee Hyun-seung (cầu thủ bóng đá)
Đây là một tên người Triều Tiên, họ là Lee.
Lee Hyun-Seung (sinh ngày 14 tháng 12 năm 1988) là một cầu thủ bóng đá Hàn Quốc hiện tại thi đấu cho Bucheon FC.
Ngày 17 tháng 1 năm 2011, Lee Hyun-Seung gia nhập Chunnam Dragons cho mượn từ FC Seoul với thời hạn 1 năm và ký luôn hợp đồng dài hạn sau quãng thời gian cho mượn.

## Thống kê sự nghiệp câu lạc bộ
| Thành tích câu lạc bộ | Thành tích câu lạc bộ  | Thành tích câu lạc bộ | Giải vô địch | Giải vô địch | Cúp     | Cúp       | Cúp Liên đoàn | Cúp Liên đoàn | Châu lục | Châu lục  | Tổng cộng | Tổng cộng |
| Mùa giải              | Câu lạc bộ             | Giải vô địch          | Số trận      | Bàn thắng    | Số trận | Bàn thắng | Số trận       | Bàn thắng     | Số trận  | Bàn thắng | Số trận   | Bàn thắng |
| Hàn Quốc              | Hàn Quốc               | Hàn Quốc              | Giải vô địch | Giải vô địch | Cúp KFA | Cúp KFA   | Cúp Liên đoàn | Cúp Liên đoàn | Châu Á   | Châu Á    | Tổng cộng | Tổng cộng |
| --------------------- | ---------------------- | --------------------- | ------------ | ------------ | ------- | --------- | ------------- | ------------- | -------- | --------- | --------- | --------- |
| 2006                  | Jeonbuk Hyundai Motors | K League              | 9            | 1            | 0       | 0         | 8             | 2             | 5        | 0         | 22        | 3         |
| 2007                  | Jeonbuk Hyundai Motors | K League              | 19           | 1            | 0       | 0         | 9             | 0             | 0        | 0         | 28        | 1         |
| 2008                  | Jeonbuk Hyundai Motors | K League              | 14           | 2            | 2       | 1         | 5             | 0             | -        | -         | 21        | 3         |
| 2009                  | Jeonbuk Hyundai Motors | K League              | 17           | 3            | 4       | 1         | 3             | 1             | -        | -         | 24        | 5         |
| 2010                  | FC Seoul               | K League              | 1            | 0            | 1       | 0         | 2             | 0             | -        | -         | 4         | 0         |
| 2011                  | Chunnam Dragons        | K League              | 24           | 3            | 2       | 0         | 4             | 1             | -        | -         | 30        | 4         |
| 2012                  | Chunnam Dragons        | K League              |              |              |         |           |               |               | -        | -         |           |           |
| Tổng cộng             | Hàn Quốc               | Hàn Quốc              | 84           | 10           | 9       | 2         | 31            | 4             | 5        | 0         | 129       | 16        |
| Tổng cộng sự nghiệp   | Tổng cộng sự nghiệp    | Tổng cộng sự nghiệp   | 84           | 10           | 9       | 2         | 31            | 4             | 5        | 0         | 129       | 16        |